# William Wells Brown
William Wells Brown (Lexington, 6 novembre 1814 – Chelsea, 6 novembre 1884) è stato uno scrittore, commediografo e storico statunitense.
Nato in schiavitù nel sud degli Stati Uniti, Brown scappò verso il nord, dove lavorò per la causa abolizionista e divenne uno scrittore prolifico. Brown è stato inoltre un pioniere in generi letterari diversi, tra cui i racconti di viaggio, la narrativa e il dramma, e scrisse quello che è considerato il primo romanzo della letteratura afroamericana.

## Biografia
Brown nacque nei pressi di Lexington, Kentucky. Sua madre, Elizabeth, era di proprietà del Dr. Young ed aveva sette figli, di padri diversi. Oltre a Brown, gli altri figli erano Solomon, Leander, Benjamin, Joseph, Millford, ed Elizabeth. Il padre di Brown era George Higgins, un proprietario di piantagione bianco parente del padrone della piantagione dove lavorava la madre di Brown.
Venduto più volte prima di raggiungere i vent'anni d'età, Brown passò la maggior parte della giovinezza a St. Louis. Lì i suoi padroni lo misero a lavorare sul fiume Mississippi, che allora era una via di primaria importanza per il traffico degli schiavi. Fece molti tentativi di fuggire, fino a quando, il giorno di capodanno del 1834, riuscì a sgattaiolare giù da un battello a vapore nel porto di Cincinnati, Ohio.
Prese il nome di un amico quacchero, in modo da ottenere la libertà. Dopo nove anni durante i quali lavorò contemporaneamente sia come dirigente della Underground Railroad che sui battelli a vapore sul Lago Erie (talvolta traghettando gli schiavi fuggitivi fino al Canada), Brown prese parte attivamente al movimento abolizionista, entrando a far parte di alcune associazioni anti-schiavitù.

### Oratore e scrittore
Brown fu ulteriormente coinvolto nel movimento abolizionista per tenere conferenze a New York e in Massachusetts. Nonostante il problema principale di cui si occupava fosse il proibizionismo, concentrò ben presto i suoi sforzi sull'abolizione della schiavitù. I suoi discorsi rivelano la sua fede nella potenza della persuasione morale e sull'importanza della nonviolenza. Spesso attaccava il cosiddetto ideale americano di democrazia e l'uso della religione per favorire la sottomissione degli schiavi. Brown rifiutava inoltre l'idea dell'inferiorità delle persone di colore. Spingendosi oltre i confini del paese, si recò in Inghilterra all'inizio degli anni 50 dell’ottocento e reclutò altri sostenitori per la causa abolizionista americana. Un articolo apparso sullo Scotch Independent riporta quanto segue:
(Articolo su Scotch Independent, 20 giugno 1825)
Grazie anche al suo prestigio di oratore, venne invitato al National Convention of Colored Citizens, dove incontrò altri noti abolizionisti. Quando venne creato il Liberty Party decise di rimanere indipendente, credendo che il movimento abolizionista avrebbe dovuto evitare di legersi strettamente a qualsiasi partito politico. Continuò quindi a supportare l'approccio garrisoniano, fornendo la sua esperienza e le sue osservazioni sulla schiavitù al fine di convincere altri a supportare la causa.

### Lavoro letterario
Il suo modo di affrontare il tema dell'abolizionismo non era limitato solo alle lezioni. Nel 1847 Brown pubblicò Narrative of William W. Brown, a Fugitive Slave, Written by Himself, che diventò un bestseller, secondo solo ai racconti di Frederick Douglass. In questo scritto, critica la mancanza di valori cristiani da parte del suo padrone ed il brutale uso della violenza nei rapporto schiavo-padrone. Durante il suo soggiorno in Inghilterra, scrisse altre pubblicazioni, tra cui racconti di viaggio e testi teatrali.
Il suo primo romanzo, intitolato Clotel, or, The President’s Daughter: a Narrative of Slave Life in the United States, è considerato il primo romanzo scritto da un afroamericano. Comunque, dal momento che il romanzo venne pubblicato a Londra, non è anche la prima opera afroamericana ad essere stampata negli Stati Uniti. Questo primato è tuttora conteso da altri due libri: Our Nig (1859) di Harriet Wilson, portato alla luce da Henry Louis Gates Jr. nel [1982] e The Curse of Caste; or The Slave Bride (1865) di Julia C. Collins, trovato da William L. Andrews, un professore di letteratura inglese alla University of North Carolina at Chapel Hill, e Mitch Kachun, professore di storia alla Western Michigan University, nel 2006. Andrews e Kachun sostengono che Our Nig sia solo un'autobiografia romanzata e che quindi il primo vero romanzo completamente di fantasia ad essere pubblicato in America sia The Curse of Caste.
Nonostante la disputa, la gran parte degli studiosi è d'accordo nell'affermare che Brown sia stato il primo commediografo afroamericano ad essere pubblicato. Scrisse due testi teatrali, The Experience; or, How to Give a Northern Man a Backbone (1856, non pubblicato e andato perduto) e The Escape; or, A Leap for Freedom (pubblicato nel 1858), che leggeva ad alta voce agli incontri degli abolizionisti al posto delle solite lezioni.
Scrisse anche alcune opere a sfondo storico, tra cui The Black Man: His Antecedents, His Genius, and His Achievements (1863), The Negro in the American Revolution (1867), The Rising Son (1873), ed un altro volume autobiografico, My Southern Home (1880).

### Ultimi anni
Dopo che gli amici inglesi acquistarono la sua libertà nel 1854, Brown tornò negli Stati Uniti e continuò a tenere lezioni. Spinto dal crescente pericolo per le persone di colore, si fece promotore dell'emigrazione degli afroamericani ad Haiti. Come molti altri abolizionisti, decise anche che erano necessari gesti più decisi per ottenere progressi utili per la loro causa. Durante la Guerra Civile e nei decenni successivi, Brown continuò a pubblicare libri, sia di saggistica che di narrativa, assicurandosi così la reputazione di più prolifico scrittore afroamericano del suo tempo. Giocò anche un ruolo attivo nella Guerra Civile, essendo sua l'idea di presentare il soldato delle isole Bermude Robert John Simmons all'abolizionista Frances George Shaw, padre del Colonnello Robert Gould Shaw, comandante del 54th Massachusetts Volunteer Infantry.
William Wells Brown morì a Chelsea, Massachusetts nel 1884.